# Antoni Vilarrúbia i Garet
Antoni Vilarrúbia i Garet (Torrellebreta, Osona, 11 d'abril del 1901 - Torrellebreta, Osona, 31 de març del 1957) fou un entomòleg català. Conservador d'artròpodes del Museu de Zoologia de Barcelona. Professor de l'Escola Superior d'Agricultura de Barcelona. Especialista en himenòpters, té dedicades algunes espècies d'insectes d'aquest ordre.

## Vida
Antoni Vilarrúbia neix l'11 d'abril del 1901 a Torrellebreta. Cursa els estudis de Batxillerat a Vic.
La seva carrera professional s'inicia com a recol·lector del Departament de Zoologia del Museu de Ciències Naturals de Barcelona (setembre del 1932).
L'any 1945 forma una secció d'Apicultura en el museu. En el mateix any és nomenat Professor d'Apicultura de l'Escola Superior d'Agricultura de Barcelona, en la qual fundà i dirigí l'apiari. A la seva mort, hi fou substituït pel seu germà Conrad.
L'any 1953 el seu nom es popularitza, Antoni és la primera persona de l'estat espanyol que desperta l'interès vers la Gelea Reial de les abelles i a extraure-la per estudiar les seves possibles propietats curatives.
Reconegut internacionalment, rep peticions d'arreu del món, des de The Lepidopterists' Society de la Universitat Yale (EUA) a W.Grümwaldt i O. Conde, de Rigaa. Antoni Vilarrúbia hi establí intercanvis de material, estudis i publicacions.

## Espècies dedicades
Noves espècies trobades per Antoni Vilarrúbia:
- Speonomus vilarrubiasi
- Rhipidius vilarrubiai Esp.
- Sphex (Harpactopus) vilarrubiai
- Lathonia vilarrubiai
- Crambus vilarrubiae

## Obra
- Carabids de la comarca de Vich i Montseny capturats en Març i Abril de 1929; Butlletí de la Institució Catalana d'Història Natural, Volum:29, núm. 6 : juny 1929, P. 116-117
- Entomologia de Menorca; Junt amb Francesc Español i Coll; Butlletí de la Institució Catalana d'Història Natural, Volum: 33, núm. 6-7 : 1933, P. 306-315
- Notes himenopterològiques : Himenopters nous o poc coneguts a Catalunya;Butlletí de la Institució Catalana d'Història Natural, Volum: 35 : 1935, P. 81
- Notes himenopterologiques II : Comentaris sobre alguns "Odynerus" de Catalunya; Butlletí de la Institució Catalana d'Història Natural, Volum: 34, núm. 1-5 : 1934, P. 27-29
- Notes himenopterològiques III : Dos "Tentredínids" nous per a Catalunya; Butlletí de la Institució Catalana d'Història Natural, Volum: 34, núm. 6-7 : 1934, P. 191-192
- Recull de zoocecídies vigatanes; junt amb	LLuís Vilarrúbia; Butlletí de la Institució Catalana d'Història Natural, Volum: 33, núm. 4-5 : 1933,P. 232-242
- Aspectes himenopterològics : "Vespa austriaca" Latr., espècie nova per a la península Ibèrica;Butlletí de la Institució Catalana d'Història Natural,Volum:	34, núm. 8-9 : 1934, P. 210-21

- 1930 Cynipocecídies vigatanes (junt amb el seu germà Lluís); Buttletí de la Institució Catalana d'Història Natural, 2ª serie. Gener-Febrer 1930; vol. X núms. 1-2, pags. 28-32
- 1930 De Coleòpterologia. - El «Poecilonota festiva» L. no és rar a Catalunya. Buttletí de la Institució Catalana d'Història Natural, 2ª serie. octubre 1930; vol. X núm.7, pags. 108-110
- 1933 Notes Himenòpterològiques - L. Non «Strex» per a la fauna ibérica. Abril, 1933
- 1936 Les zoocecídies de les plantes de Catalunya
- 1956 (primer fascicle) Zoocecidias de la Península Ibérica : Neuroterus (il·lustrat pel seu germà Conrad)